# Gmina Olszewo-Borki
Die Gmina Olszewo-Borki ist eine Landgemeinde im Powiat Ostrołęcki der Woiwodschaft Masowien in Polen. Sie hat etwa 10.800 Einwohner. Ihr Sitz ist das gleichnamige Dorf mit etwa 2.050 Einwohnern.

## Geographie

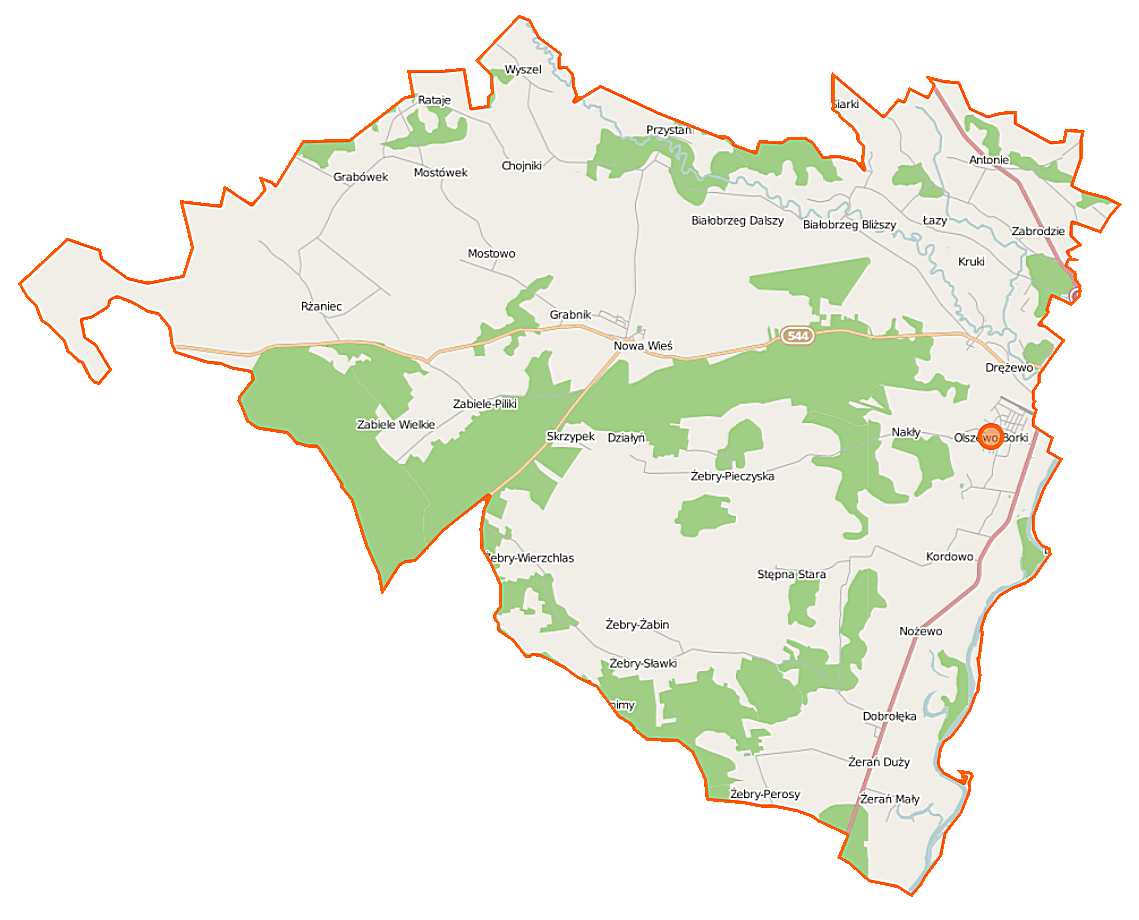
Karte der Gemeinde

Die Gemeinde liegt im Norden der Woiwodschaft, die Grenze zur Woiwodschaft Ermland-Masuren ist 30 Kilometer entfernt. Sie grenzt im Osten an die kreisfreie Kreisstadt Ostrołęka (Ostrolenka). liegt 20 Kilometer südlich, Ostrołęka (Ostrolenka) 20 Kilometer östlich und Warschau 90 Kilometer südlich. Nachbargemeinden sind Baranowo im Nordwesten, Lelis im Nordosten, Ostrołęka und Rzekuń im Osten, Młynarze im Süden, Sypniewo im Südwesten sowie Krasnosielc im Westen. Die Gemeinde hat eine Fläche von 195,7 km², von der 50 Prozent land- und 43 Prozent forstwirtschaftlich genutzt werden. Ihr Gebiet ist mit 55 Einwohnern/km² dünn besiedelt. Die wichtigsten Fließgewässer sind der Narew und der Omulew.

## Geschichte
Das Gebiet der Landgemeinde Nakły kam 1936 zur Landgemeinde Rzekuń, die 1954 in Gromadas aufgelöst wurde. Zum 1. Januar 1973 wurde die Landgemeinde Olszewo-Borki in der Woiwodschaft Warschau aus Gromadas neu errichtet. Von 1975 bis 1998 gehörte die Gemeinde zur Woiwodschaft Ostrołęka. Der Powiat war in dieser Zeit aufgelöst. Die Landgemeinde kam 1999 an den Powiat Ostrołęcki der Woiwodschaft Masowien. Wójt ist seit den Kommunalwahlen 2024 Krzysztof Grala, der Aneta Larent ablöste. Ihren Aufschwung verdankt die Gemeinde durch ihre Lage vor der kreisfreien Stadt Ostrołęka.

## Gliederung
Zur Landgemeinde (gmina wiejska) Jednorożec gehören 31 größere Dörfer mit Schulzenamt (sołectwo), denen kleinere Orte und Wohnplätze ohne Schulzenamt zugeordnet sind:
Olszewo-Borki, Antonie, Białobrzeg Bliższy, Białobrzeg Dalszy, Chojniki, Dobrołęka, Drężewo, Działyń, Grabówek, Grabowo, Grabnik, Grądzik, Kordowo, Kruki, Łazy, Mostowo, Nakły, Nowa Wieś, Nożewo, Przystań, Rataje, Rżaniec, Stepna Michałki, Stepna Stara, Wyszel, Zabiele Piliki, Zabiele Wielkie, Zabrodzie, Żebry-Chudek, Żebry-Ostrowy (I & II), Żebry-Perosy, Żebry-Sławki, Żebry-Stara Wieś, Żebry-Wierzchlas, Żebry-Żabin, Żerań Duży und Żerań Mały.
Weitere kleinere Orte sind die Weiler Przyłaje, Przystań, Wojska Biel, Zabiele Wielkie und Zambrzycha sowie der Wohnplatz Żebry-Pieczyska.

## Gedenkstätte
Während der Deutsche Besetzung Polens ermordeten die Deutschen im Herbst 1939 in den Wäldern in der Nähe des Dorfes Żebry-Chudek über 1000 Menschen, die der politischen Betätigung verdächtigt wurden. Sie wurden aus Großpolen und Pommerellen mit der Bahn dorthin gebracht. Um die Spuren des Mordes zu verwischen, gruben die Deutschen 1944 die Leichen aus und brachten sie an einen unbekannten Ort. Eine nationale Gedenkstätte erinnert an die Tat.

## Verkehr
Die Woiwodschaftsstraße DW544 führt von Mława über Nowa Wieś nach Grabowo, wo die Landesstraße DK61 von Warschau nach Litauen erreicht wird.
Der Bahnhof Grabowo sowie die Haltepunkte Nowa Wieś Kościelna und Zabiele Wielkie liegen an der Bahnstrecke Ostrołęka–Szczytno.
Der nächste internationale Flughafen ist Warschau.